# Corynoneura diara
Corynoneura diara är en tvåvingeart som beskrevs av Roback 1957. Corynoneura diara ingår i släktet Corynoneura och familjen fjädermyggor.
Artens utbredningsområde är Utah. Inga underarter finns listade i Catalogue of Life.